# Tapete de Mantes
O tapete de Mantes é um trabalho de arte safávida, atribuído ao Irã da segunda metade do século XVI e conservado no Museu do Louvre, em Paris, no departamento de artes do Islã (OA 6610). De tamanho muito grande (7,83 x 3,79 m), foi descoberto na faculdade de Mantes em 1912 e adquirido menos de um ano depois pelo museu, em 1913. Ele é feito de lã, com nós assimétricos.

## História
O chamado tapete de "Mantes" foi catalogado por Eugène Viollet-le-Duc, em seu inventário dos bens da Igreja, e incluiu no seu Dictionnaire du Mobilier ("Dicionário de Mobiliário") de 1872. O tapete foi re-descoberto em 1912, parcialmente danificado, na igreja do colégio de Notre-Dame, em Mantes, onde tinha sido usado para decorar o piso do coro em ocasiões especiais. Posteriormente, foi abandonado em um quarto aguardando para ser restaurado, e acabou sofrendo sérios danos. Uma seção inteira foi muito danificada, sendo agora substituída por uma tela pintada. O tapete foi adquirido pelo Museu do Louvre em 1913.
Numerosos e raros exemplares da arte islâmica foram trazidos para a Europa por colecionadores e amantes de arte. Eles foram usados para decorar grandes residências particulares, ou para serem oferecidos a um determinado santo (na forma de doações a uma igreja ou mosteiro). Os tapetes persas foram vistos pela primeira vez na Europa em meados do século XVI, quando as trocas comerciais entre a Europa e o Irã se intensificaram e este talvez tenha sido um presente de Madame du Barry, amante de Luís XV, a cidade de Mantes. Eles aparecem em pinturas contemporâneas, especialmente cenas com figuras, onde são vistos cobrindo mesas (particularmente a partir do século XVII em diante).

## Descrição

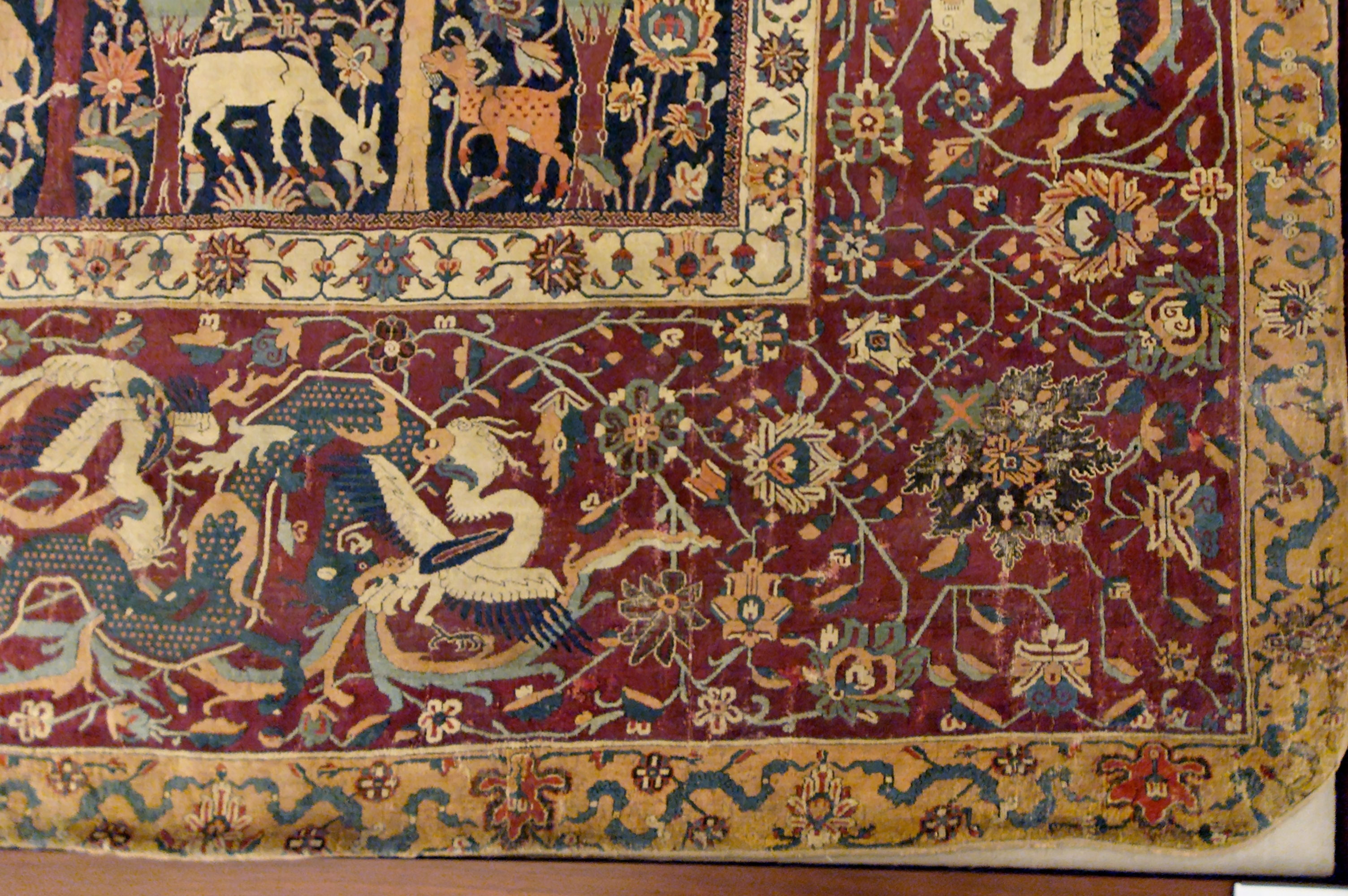
Detalhe de um canto do tapete.

O tapete, de forma retangular, tem uma larga borda principal, onde figuram combates entre um dragão e um fênix separados por motivos florais. Esta banda é ladeada por duas extremidades laterais relativamente estreitas com motivos florais e nuvens chinesas (as chamadas nuvens tchi) até a borda externa.
O campo está organizado em torno de dois eixos perpendiculares simétricos. No centro estão inter-relacionados três medalhões em forma de estrelas, a partir do menor para o maior, com motivos florais. Sobre um fundo verde são vistas quatro panteras à procura de antílopes e sob um fundo vermelho, quatro combates entre duas fênix e um dragão, sempre num contexto de motivos florais. Cada nível tem uma borda floral, assim como o medalhão maior é também utilizado para enquadrar o cartucho e a mandorla que sai de cada lado. Os cartuchos, sobre fundo azul claro, são decorados com folhagens, flores de lótus e folhas de palmeiras, enquanto que nas mandorlas existem dois cervos em torno de um cipreste.
O resto do campo está organização em cada lado do medalhão central. Na parte inferior, os motivos são de árvores floridas, onde duas cabras pastam e uma lebre foge, ao mesmo tempo em que um leão devora uma gazela. As aves pousam nos ramos e fazem a transição para a parte superior, onde vemos um caçador apontando um mosquete para um leão sobre as costas de uma gazela. Acima do caçador, um pavão ocupa o espaço entre o medalhão e o cartucho, vários animais bebem água em uma lagoa, que tem a cor vermelha, e dentro dela há peixes e patos. Debruçado sobre a água, uma árvore, talvez um carvalho em cujos ramos as aves fizeram um ninho e alimentam seus filhotes.

## Datação
Como resultado dessa técnica, o uso de nós assimétricos, fica difícil atribuir com precisão o local da confecção deste tapete persa. Além disso, a datação é mais complexa. Este trabalho está em consonância com tapetes, cuja organização está próxima ao início do século XVI e o número das figuras do famoso Dario do universo e os dois tapetes do túmulo de Shaykh Safi, em Ardabil. No entanto, os especialistas preferem datá-lo como sendo da segunda metade do século XVI ou início do XVII, devido à presença do mosquete, uma arma que apareceu no Irã após a batalha de Chaldiran (1514 ), e pouco a pouco seu uso foi difundido.